# هیرو ساگا
هیرو ساگا (به ژاپنی: 嵯峨 浩 Hiro Saga); ۱۶ آوریل ۱۹۱۴ – ۲۰ ژوئن ۱۹۸۷) یک زن نویسنده همسر پوجیئه برادر کوچکتر آخرین امپراتور چین پویی، اهل ژاپن بود که بعد از ازدواج تابعیتش را به چینی تغییر داد.